# Tinh Vệ

Tinh Vệ - minh họa trong Tam tài đồ hội.

Tinh Vệ (giản thể: 精卫; phồn thể: 精衛; bính âm: Jīngwèi) là tên một giống chim trong thần thoại Sơn Hải kinh với đặc điểm: nhỏ, mỏ trắng và chân đỏ; có hình dáng giống con quạ thường sinh sống ở các vùng duyên hải Viễn Đông. Giống chim này chuyên đi gắp những hòn sỏi nhỏ rồi bay ra biển thả xuống.

## Truyền thuyết
Thần thoại Trung Hoa có nhắc đến Tinh Vệ là tên con gái của Viêm Đế, tên là Nữ Oa (女娃), một mỹ nữ tuyệt sắc. Theo Sơn Hải kinh thì một lần Tinh Vệ ra Đông Hải chơi, bỗng dưng chẳng may thuyền bị sóng đánh đắm mà chết đuối. Linh hồn nàng oán hận biển cả nên hóa thành một con chim xinh đẹp, ngày ngày nàng bay đến núi Tây ngậm đá mang thả xuống hòng lấp biển để trả thù. Từ đấy nhân gian gọi luôn giống chim này là Tinh Vệ, nghĩa bóng là loài chim này chuyên ngậm đá để lấp biển (精衛填海; Tinh Vệ điền hải), chỉ việc oán thù sâu xa.
Trong văn học cổ điển ngày xưa của Việt Nam và Trung Quốc vẫn dùng tích "Vá trời lấp biển" (補天填海; Bổ thiên điền hải) để ám chỉ những việc không thể làm được, vá trời là tích bà Nữ Oa còn lấp biển là chuyện chim Tinh Vệ này.

## Trong văn hóa

### Văn học
| Phiên âm Hán-Việt: Độc Sơn hải kinh (Đào Uyên Minh, trích) Tinh Vệ hàm vi mộc, Tương dĩ điền thương hải. Hình Thiên vũ cán thích, Mãnh chí cố thường tại. | Nguyên văn: 讀《山海經》其十 精衛銜微木， 將以填滄海。 刑天舞干鏚， 猛志固常在。 |

| Phiên âm Hán-Việt: Não công (Lý Hạ, trích) Vãn thụ mê tân điệp, tàn nghê ức đoạn hồng. Cổ thời điền Bột Hải, kim nhật tạc Không Động. | Nguyên văn: 惱公 晚樹迷新蝶，殘蜺憶斷虹。 古時填渤澥，今日鑿崆峒。 |

### Phim ảnh
Năm 2005, Xưởng phim điện ảnh Quảng Tây (Trung Quốc) sản xuất bộ phim Tinh Vệ điền hải (精卫填海; Chuyện nàng Tinh Vệ lấp biển) lấy cảm hứng từ các điển tích trong Sơn Hải kinh.